# Marcel Bartz
Marcel Bartz (* 1984) ist ein deutscher Maschinenbauingenieur und Professor für Konstruktion und Produktentwicklung an der Technischen Universität Dortmund.

## Leben
Marcel Bartz studierte Maschinenbau mit der Vertiefungsrichtung „Konstruktions- und Automatisierungstechnik“ an der Ruhr-Universität Bochum und promovierte dort 2018 bei Prof. Bender (Lehrstuhl für Produktentwicklung) auf dem Gebiet der lastadaptiven Antriebstechnik.
2020 übernahm er die Leitung der Fachgruppe für Maschinenelemente und Tribologie am Lehrstuhl für Konstruktionstechnik (Prof. Wartzack) der Friedrich-Alexander-Universität Erlangen-Nürnberg.
Er folgte zum 1. März 2025 dem Ruf auf eine W3-Professur für Konstruktion und Produktentwicklung der Technischen Universität Dortmund.

## Schwerpunkte in Forschung und Lehre
Seine Forschung liegt im weiten Feld der Konstruktion und Produktentwicklung  und zielt darauf ab, die Ressourceneffizienz von antriebstechnischen Systemen durch digitale Methoden sowie durch konstruktive und tribologische Verbesserungen zu steigern. Die Schwerpunkte seiner Forschung sind Maschinenelemente und Antriebstechnik, insbesondere Wälzlager und Anwendungen der Elektromobilität, die beanspruchungsgerechte Gestaltung von Strukturbauteilen mit Verfahren der Bionik und des Leichtbaus sowie Additive Fertigung.
Im Bereich der Lehre war Herr Bartz bislang mit innovativen und anschaulichen Lehrverfahren aktiv, was sich häufig in den Evaluierungen gezeigt hat. So nutzt er häufig anschauliche Beispiele aus dem Alltag, wie z. B. Skateboards, um die Wirkweise von Maschinenelementen zu erläutern. Zusätzlich ist er sehr aktiv im Bereich Bildung für nachhaltige Entwicklung. So organisierte er u. a. an der Friedrich-Alexander-Universität Erlangen-Nürnberg eine fakultätsübergreifende Ringvorlesung zum Thema Nachhaltigkeit.
Aufgrund seiner anschaulichen und innovativen Lehrmethoden sowie seiner Lehraktivitäten im Bereich der Nachhaltigkeit wurde er 2024 vom Bayerischen Staatsminister Markus Blume mit dem Lehrpreis des Staatsministeriums für Wissenschaft und Kunst ausgezeichnet.

## Werke (Auswahl)
- M. Bartz: Transfer des muskuloskelettalen Leichtbaus auf offene kinematische Ketten. Verlag Dr. Hut, 2019.
- M. Bartz, E. Uttich, and B. Bender: Transfer of lightweight design principles from the musculoskeletal system to an engineering context. Design Science Journal, 2019, doi:10.1017/dsj.2019.17.
- M. Bartz, F. Häußler, F. Halmos, M. Ankenbrand, M. Jüttner, J. Roudenko, S. Wirsching, M. Reichenberger, J. Franke and S. Wartzack: Use of printed sensors to measure strain in rolling bearings under isolated boundary conditions. Lubricants, 11(10), Article 424, 2023, doi:10.3390/lubricants11100424.
- E. Kirchner, M. Bartz, and F. Becker-Dombrowsky: Behavior of lubricated bearings in electric circuits. Lubricants, 12(3), Article 89, 2024, doi:10.3390/lubricants12030089.
- K. Wanieck, L. Hamann, M. Bartz, E. Uttich, M. Hollermann, M. Drack, and H. Beismann: Biomimetics linked to classical product development: an interdisciplinary endeavor to develop a technical standard. Biomimetics, 7(2), 36, 2022, doi:10.3390/biomimetics7020036.